# Miglitol
Miglitol là một loại thuốc chống tiểu đường đường uống, hoạt động bằng cách ức chế khả năng của bệnh nhân để phân hủy carbohydrate phức tạp thành glucose. Nó chủ yếu được sử dụng trong bệnh đái tháo đường týp 2 để thiết lập sự kiểm soát đường huyết lớn hơn bằng cách ngăn chặn sự tiêu hóa carbohydrate (như disacarit, oligosacarit và polysacarit) thành monosacarit có thể được cơ thể hấp thụ.
Miglitol và các iminosugar liên quan đến cấu trúc khác, ức chế các enzyme hydrolase glycoside được gọi là alpha-glucosidase. Vì Miglitol hoạt động bằng cách ngăn chặn sự tiêu hóa carbohydrate, nó làm giảm mức độ tăng đường huyết sau ăn. Nó phải được thực hiện khi bắt đầu các bữa ăn chính để có hiệu quả tối đa. Tác dụng của nó sẽ phụ thuộc vào lượng carbohydrate không monosacarit trong chế độ ăn uống của một người.
Trái ngược với acarbose (một chất ức chế alpha-glucosidase khác), Miglitol được hấp thu một cách có hệ thống; tuy nhiên, nó không được chuyển hóa và được đào thải qua thận.